# Il coniglio di Siviglia
Il coniglio di Siviglia (Rabbit of Seville) è un film del 1950 diretto da Chuck Jones. È un cortometraggio d'animazione della serie Looney Tunes, uscito negli Stati Uniti il 16 dicembre 1950. Il film è impostato su un arrangiamento di Carl Stalling dell'overture de Il barbiere di Siviglia, la cui struttura di base viene mantenuta relativamente intatta; alcuni passaggi ripetuti vengono rimossi e il brano generale viene condotto a un ritmo più veloce per adattarsi alla lunghezza normale del cartone animato.

## Trama
Bugs Bunny, inseguito da Taddeo, entra dalla porta posteriore di un anfiteatro dove si sta per rappresentare Il barbiere di Siviglia. Taddeo finisce sul palco, Bugs fa alzare il sipario e l'orchestra comincia a suonare l'ouverture. Bugs, vestito da barbiere, porta Taddeo sulla poltrona e gli fa un "taglio" che gli provoca diverse cicatrici sul viso. Taddeo comincia così a inseguire Bugs, finendo più volte sulla poltrona da barbiere e subendo i dispetti del coniglio. Alla fine Bugs offre a Taddeo fiori, cioccolatini e un anello, e i due si sposano. Poi Bugs lancia la sua "sposa" in una torta con la scritta "Le nozze di Figaro".

## Distribuzione

### Edizione italiana
Il corto arrivò in Italia direttamente in televisione negli anni ottanta. Per il doppiaggio, eseguito dalla Effe Elle Due e diretto da Franco Latini su dialoghi di Maria Pinto, non fu utilizzata la colonna internazionale. La musica della parte cantata fu così sostituita con una registrazione dell'overture, mentre i personaggi cantano a tempo con l'arrangiamento di Stalling; quella presente durante la battuta finale fu invece rimossa. Nel 2003 la Time Out Cin.ca eseguì un ridoppiaggio diretto da Massimo Giuliani su dialoghi di Leonardo Piferi per la trasmissione televisiva (usato poi anche in DVD), facendo invece uso della colonna internazionale. Nel ridoppiaggio i nomi Eduardo Selzeri, Michele Maltese e Carlo Jonzi (versioni italianizzate di Edward Selzer, Michael Maltese e Chuck Jones) vengono "tradotti" in Edoardo Beve, Michele Mangia e Carlo Canta.

### Edizioni home video

#### VHS
America del Nord
- A Salute to Mel Blanc (1985)
- Elmer Fudd's Comedy Capers (1986)
- Looney Tunes: The Collector's Edition - Musical Masterpieces (marzo 2000)

Italia
- Bugs Bunny n. 1 (1990)

#### Laserdisc
- Looney Tunes: Curtain Calls - Classic Music and Show Business Cartoons (3 febbraio 1993)

#### DVD e Blu-ray Disc
Il corto fu pubblicato in DVD-Video in America del Nord nel primo disco della raccolta Looney Tunes Golden Collection: Volume 1 (intitolato Best of Bugs Bunny) distribuita il 28 ottobre 2003; il DVD fu pubblicato in Italia il 2 dicembre 2003 nella collana Looney Tunes Collection, col titolo Bugs Bunny. Il 12 ottobre 2010 fu inserito nel primo DVD della raccolta The Essential Bugs Bunny, pubblicato in Italia il 19 aprile 2013 col titolo Looney Tunes: Collezione Bugs Bunny. In Italia fu inserito anche nel DVD Bugs Bunny della collana I tuoi amici a cartoni animati!, uscito il 15 novembre 2011. Fu poi incluso (con un commento audio opzionale di Eric Goldberg) nel primo disco della raccolta Looney Tunes Platinum Collection: Volume One, uscita in America del Nord in Blu-ray Disc il 15 novembre 2011 e in DVD il 3 luglio 2012. In seguito è stato inserito anche nel primo DVD della raccolta 50 cartoons da collezione - Looney Tunes della collana Il meglio di Warner Bros. (uscita in America del Nord il 25 giugno 2013 e in Italia il 5 dicembre) e nei DVD Looney Tunes Musical Masterpieces (uscito in America del Nord il 26 maggio 2015) e Looney Tunes Parodies Collection (uscito il 4 febbraio 2020). Fu infine incluso, nuovamente col commento audio, nel secondo disco della raccolta BD Bugs Bunny 80th Anniversary Collection, uscita in America del Nord il 1º dicembre 2020.

## Accoglienza
Nel 1994 il corto si classificò al 12º posto nel libro di Jerry Beck The 50 Greatest Cartoons. Greg Ford selezionò il film per l'inclusione nel libro The 100 Greatest Looney Tunes Cartoons, scrivendo: "Le due stravaganze operistiche di Chuck Jones più amate con Bugs Bunny, Cane all'opera e Il coniglio di Siviglia, percorrono strade stilisticamente un po' diverse. (...) L'umorismo de Il coniglio di Siviglia, messo in scena contro gli sfondi schietti di Robert Gribbroek, dipende più esclusivamente dall'intensa sincronizzazione del cartone animato in cui ogni piccola azione slapstick, mini-movimento per mini-movimento, si collega alla colonna sonora di Rossini".